# Aspidogyne malmei
Aspidogyne malmei är en orkidéart som först beskrevs av Friedrich Fritz Wilhelm Ludwig Kraenzlin, och fick sitt nu gällande namn av Leslie Andrew Garay. Aspidogyne malmei ingår i släktet Aspidogyne och familjen orkidéer. Inga underarter finns listade i Catalogue of Life.